# 多米尼克·克普費爾

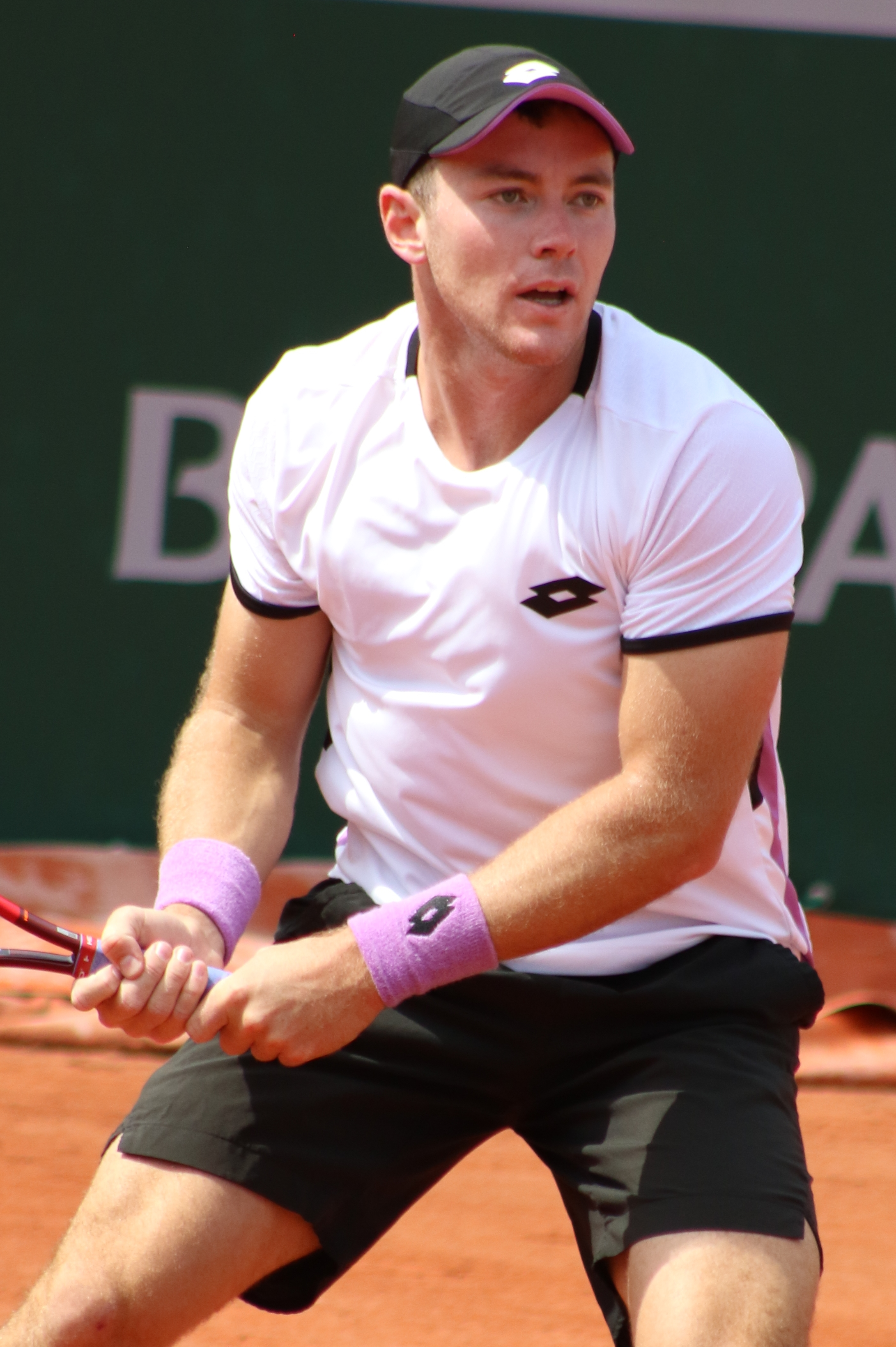

多米尼克·克普費爾（德語：Dominik Koepfer；1994年4月29日—）是德國的一位網球運動員。他迄今為止的最高ATP單打世界排名是50位，在2021年5月10日創出。他曾就讀於杜蘭大學。